# Andrabasman

Andrabasmannens position (2B) på en basebollplan.

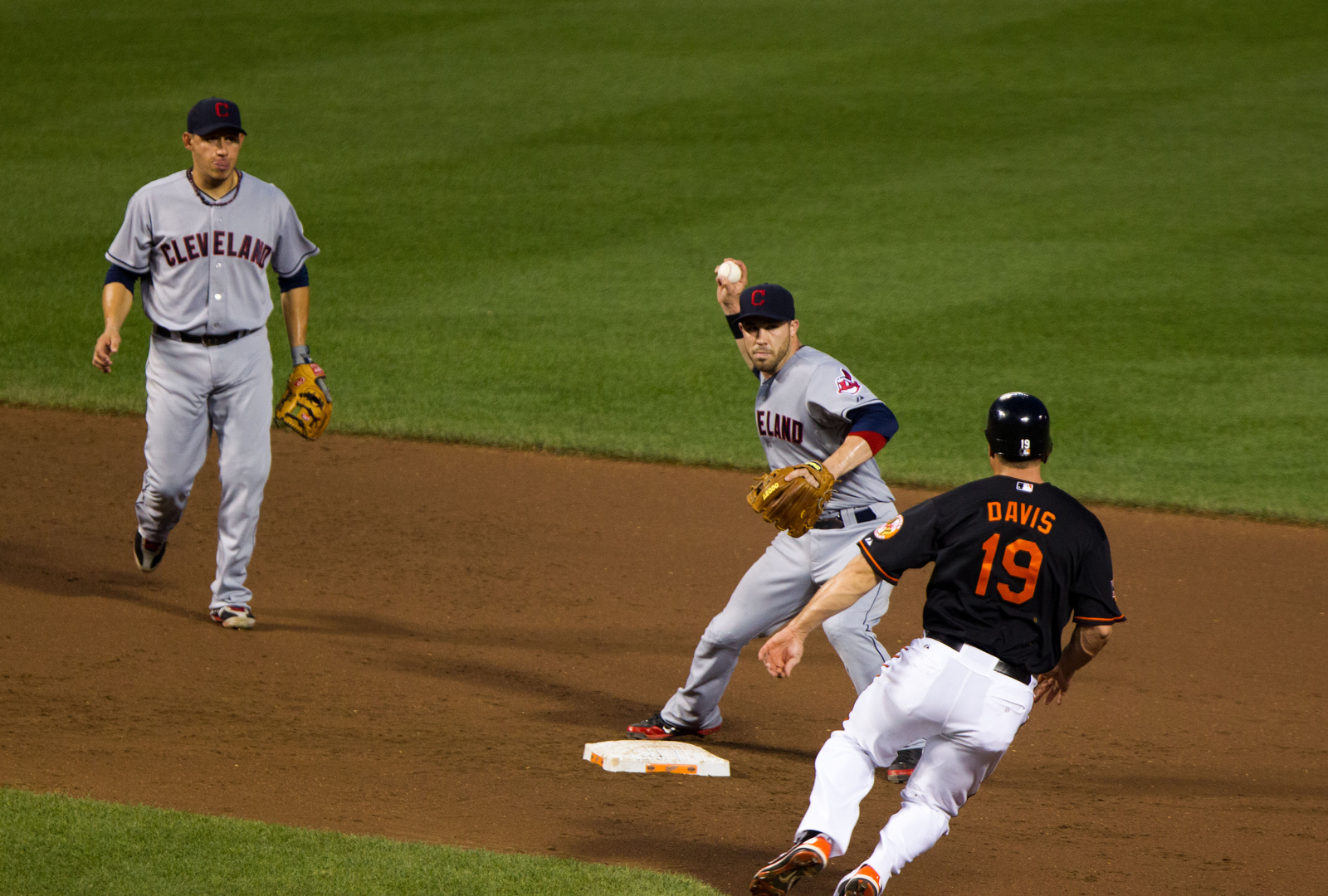
En andrabasman i färd med att fullborda en double play.

Andrabasman är en position i baseboll och softboll som spelar i det område som kallas infield. Andrabasmannen spelar till höger om andra bas från slagmannen räknat.
En andrabasman bör vara snabb och ha förmåga att snabbt kasta iväg bollar som han fångar upp i sin handske. Han måste också vara orädd för att kunna fullborda double plays, där löparen på väg mot andra bas ofta försöker störa honom genom att glida in i honom. Vidare bör han ha god räckvidd, eftersom han måste täcka en stor del av planen när förstabasmannen står kvar vid första bas för att bevaka en löpare som står där. Om slagmannen slår bollen till right field är det andrabasmannens uppgift att vidarebefordra kast från rightfieldern till andra infielders. På grund av dessa krav är det oftast en spelare som är duktig defensivt som är andrabasman, även om det finns andrabasmän som är framstående offensivt.
För en andrabasman är det en fördel att kasta med höger hand och därmed ha handsken på vänster hand. När han fångar upp en boll och ska kasta till förstabasmannen behöver han inte vända på kroppen åt vänster innan han kastar utan kan fånga bollen och kasta den i en enda rörelse.

## Kända andrabasmän

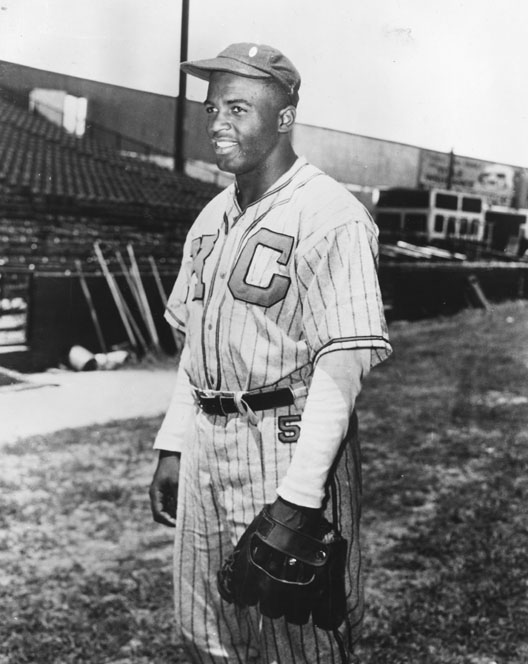
Andrabasmannen Jackie Robinson 1945.

Följande 20 andrabasmän hade till och med 2024 valts in i National Baseball Hall of Fame:
- Roberto Alomar
- Craig Biggio
- Rod Carew
- Eddie Collins
- Bobby Doerr
- Johnny Evers
- Nellie Fox
- Frankie Frisch
- Charlie Gehringer
- Joe Gordon
- Billy Herman
- Rogers Hornsby
- Nap Lajoie
- Tony Lazzeri
- Bill Mazeroski
- Bid McPhee
- Joe Morgan
- Jackie Robinson
- Ryne Sandberg
- Red Schoendienst